# Reinhard Dachlauer

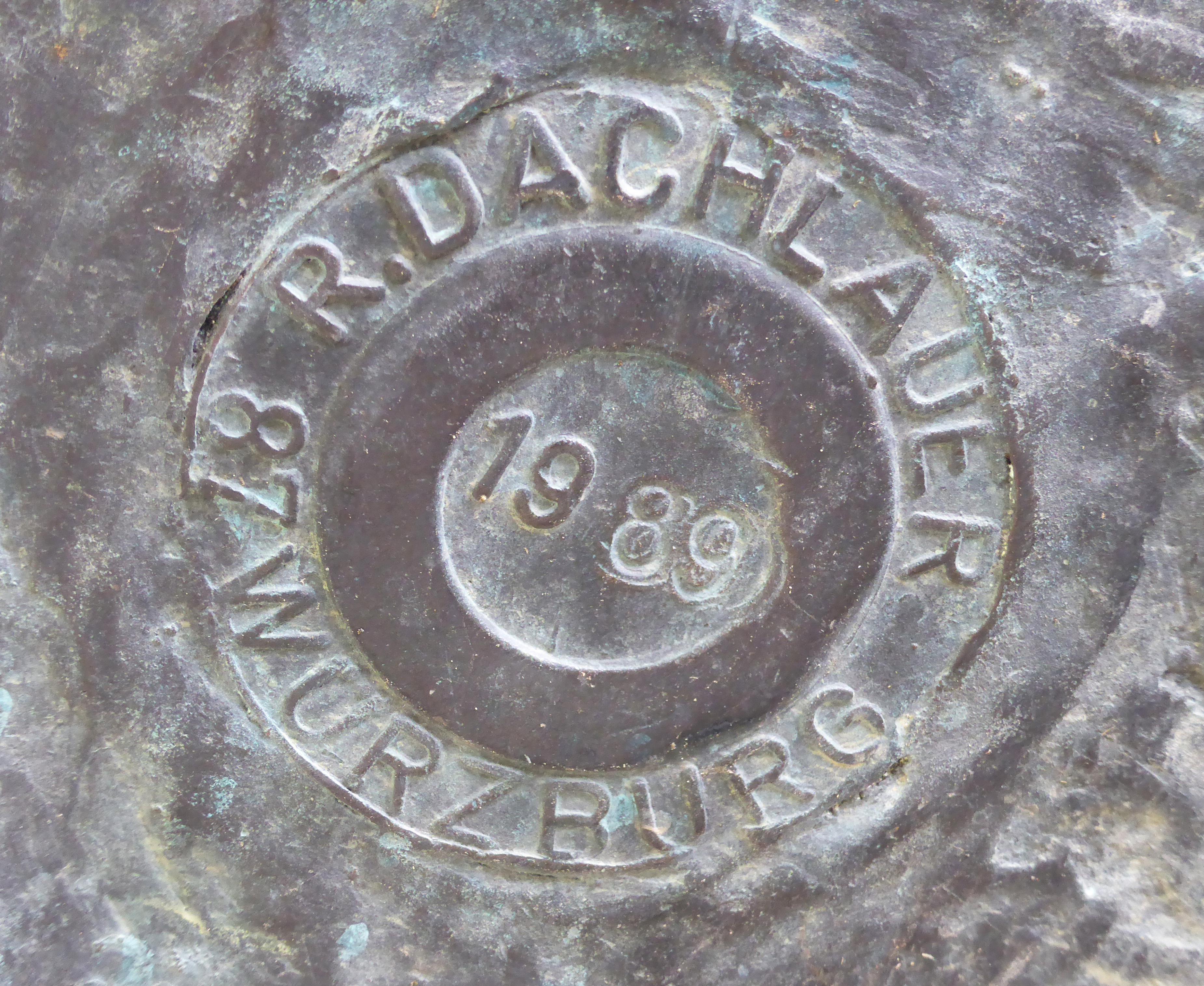
Bronzegusssignatur R. Dachlauer, Würzburg

Reinhard Dachlauer (* 17. November 1922 in Frankfurt am Main; † 16. Februar 1995 in Würzburg) war ein deutscher Bildhauer. Er galt als ein bedeutender Tierplastiker der Gegenwart.

## Leben und Werk

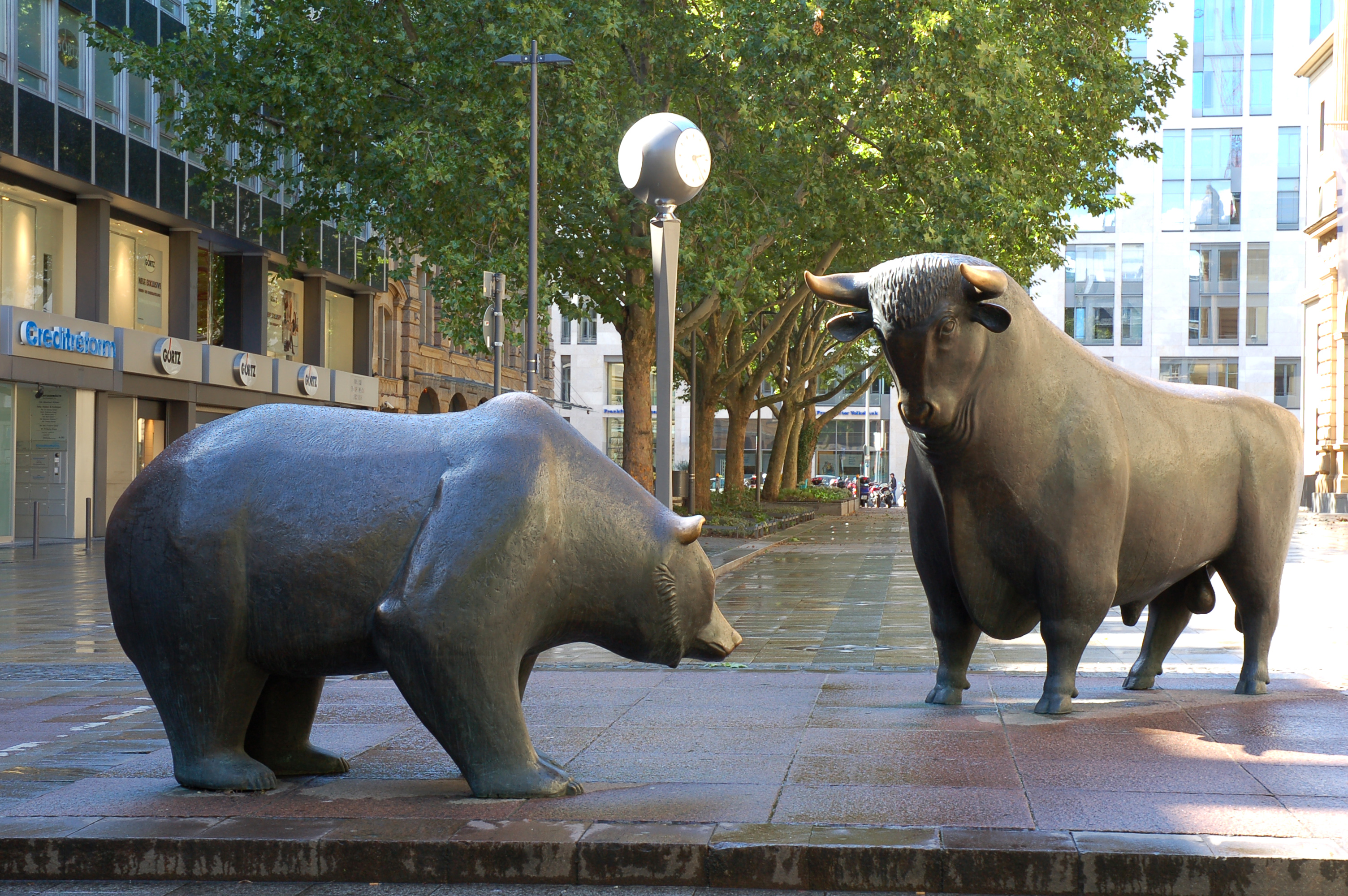
Bulle und Bär auf dem Börsenplatz in Frankfurt am Main (1985)

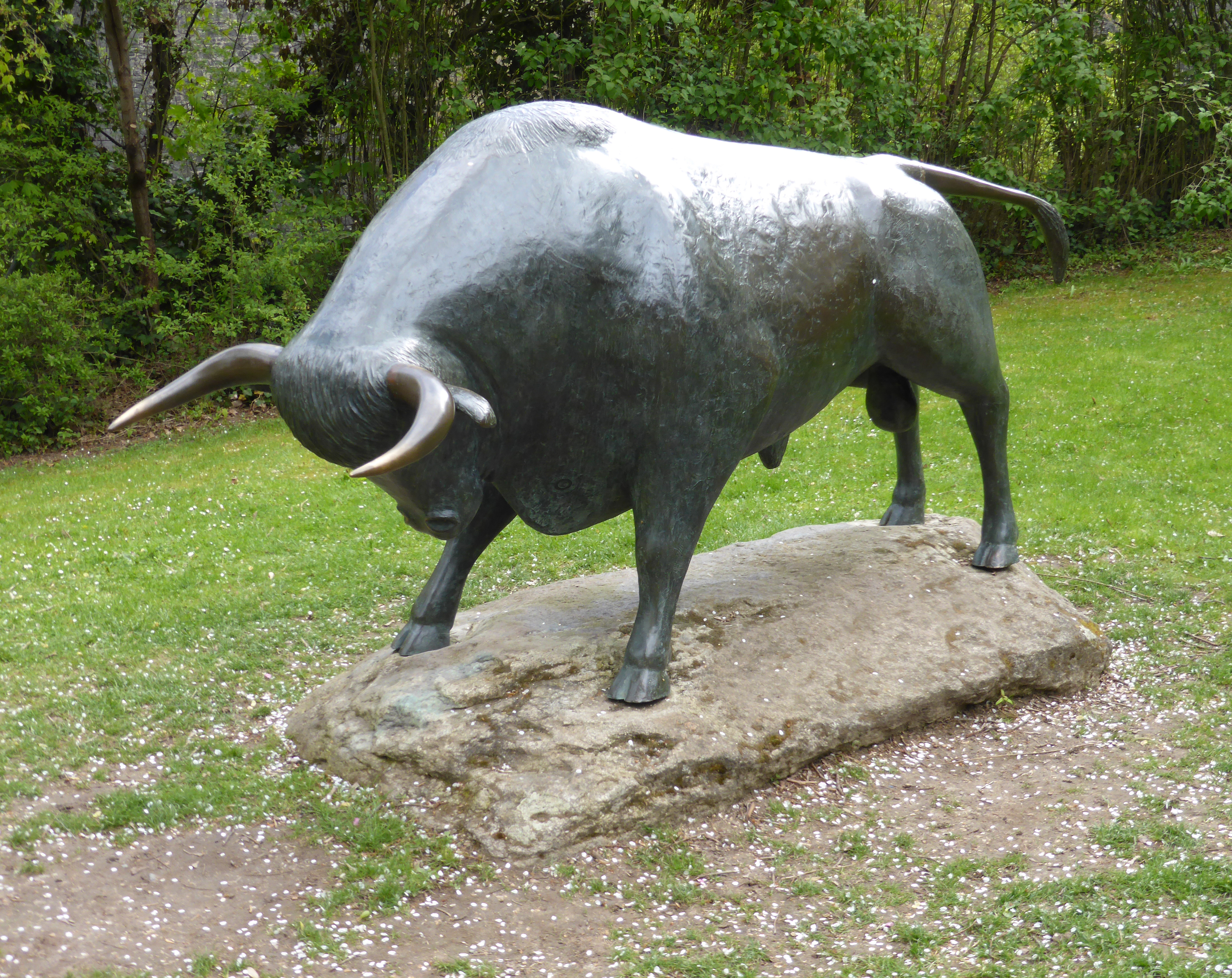
Salamanca-Stier, Landesgartenschau-Park, Würzburg

Schulzeit und Jugend verbrachte er in Hofheim am Taunus. Er lernte Maschinenschlosser und Möbeltischler, bevor er zum Kriegsdienst eingezogen wurde. Nach dem Kriegsdienst verlegte er 1948 seinen Wohnsitz nach Würzburg, wo er Leiter eines Industriebetriebs wurde.  Er lernte die Bildhauer Fried Heuler (1889–1959) und Julius Bausenwein  (1913–1962) kennen, die  seine Lehrer zum professionellen Bildhauer waren.
Seine Werke, vorwiegend Tierplastiken in Bronze gegossen, fanden besondere Anerkennung durch Ankäufe öffentlicher Institutionen, wie zum Beispiel im Zoologischen Garten Berlin – ein großer Gorilla und eine Gruppe von Geierperlhühnern oder eine Gruppe von Sekretären im Münsterer Zoo. Aber auch in der Würzburger Landesgartenschau ist er zu finden. 1991 stiftete die Sparkasse in Würzburg die Skulpturen Salamanca-Stier sowie Schuhschnäbel und Pelikane.
Seit 1963 wurden jährliche Einzelausstellungen durchgeführt. Ab 1975 nahm er mehrmals an der Großen Kunstausstellung  im Haus der Kunst in München teil. 1985 gab die Frankfurter Börse  zur Feier ihres 400-jährigen Bestehens bei Dachlauer zwei Bronze-Skulpturen in Auftrag. Die Skulpturen Bulle & Bär, befinden sich auf dem Börsenplatz in Frankfurt am Main und sind ein viel gezeigtes Motiv im deutschen Fernsehen.
Dem Stadtmuseum Hofheim stiftete seine Witwe Else Dachlauer 1996, als Vermächtnis des Künstlers, acht seiner Plastiken. Weitere Arbeiten befinden sich seit 1998 im Städtischen Museum Würzburg. Else Dachlauer starb 2012.

## Ehrungen und Auszeichnungen
- 1963 Aufnahme in den Berufsverband Bildender Künstler,
- 1970 Mitglied im Bund Fränkischer Künstler,
- 1988 Düker-Design-Preis,
- 1989 Kulturpreis der Stadt Würzburg.